# Municipio de Tuzantla
El municipio de Tuzantla es uno de los 113 municipios en que se divide el estado mexicano de Michoacán de Ocampo. Localizado en la Tierra Caliente, su cabecera es el pueblo de Tuzantla. Forma parte de la región socioeconómica 4. Oriente, del estado de Michoacán.

## Toponimia
El nombre Tuzantla se interpreta como ‘donde abundan tuzas’, en referencia al mamífero roedor conocido con ese nombre. Cecilio Robelo, en su obra Toponimia Tarasco-Hispano-Nahoa indica que proviene del náhuatl y se traduce como ‘lugar de tuzas’.

## Geografía
Tuzantla se encuentra localizado en el extremo este del estado de Michoacán en la zona de la Tierra Caliente, tiene una extensión territorial de 1017,28 km², que representan el 1.73 % del territorio estatal; sus coordenadas geográficas extremas son 19°0′-19°27′ de latitud norte y 100°26′-100°47′ de longitud oeste; su altitud va de un mínimo de 500 a un máximo de 2700 metros sobre el nivel del mar.
Limita al este con el municipio de Juárez; al noreste con el municipio de Jungapeo; al noroeste con el municipio de Tzitzio; al norte con el municipio de Hidalgo; al sureste con el municipio de Susupuato; al suroeste municipio de Tiquicheo de Nicolás Romero; y al sureste municipio de Luvianos, en el Estado de México.

## Demografía
La población total del municipio de Tuzantla es de 14 329 habitantes, lo que representa un decrecimiento promedio de -1.3 % anual en el período 2010-2020 sobre la base de los 16 305 habitantes registrados en el censo anterior. Al año 2020 la densidad del municipio era de 14,07 hab/km².
| Gráfica de evolución demográfica de Municipio de Tuzantla entre 2000 y 2020 |
|                                                                             |
| Fuente: Instituto Nacional de Estadística Geografía e Informática           |

En el año 2010 estaba clasificado como un municipio de grado medio de vulnerabilidad social, con el 38.74 % de su población en estado de pobreza extrema.
La población del municipio está mayoritariamente alfabetizada (21.22 % de personas mayores de 15 años analfabetas al año 2010) con un grado de escolarización en torno de los 5 años. Solo el 0.18 % de la población se reconoce como indígena.
El 96.10 % de la población profesa la religión católica. El 2.75 % adhiere a las iglesias protestantes, evangélicas y bíblicas.

### Localidades
En el censo de 2020 el municipio de Tuzantla contaba con 168 localidades.
| Código INEGI      | Localidad         | Población (2020) |
| ----------------- | ----------------- | ---------------- |
| 160990001         | Tuzantla          | 2 959            |
| Otras localidades | Otras localidades | 11 370           |
| Total municipal   | Total municipal   | 14 329           |

## Educación y salud
En 2010 el municipio contaba con escuelas preescolares, primarias, secundarias y cuatro escuelas de formación media (bachilleratos). Las unidades médicas en el municipio eran 15, con un total de personal médico de 38 personas.
El 49.8 % de la población de 15 años o más (6803 personas) no había completado la educación básica, carencia social calificada como rezago educativo. El 45.9% de la población (6281 personas) no tenía acceso a servicios de salud.

## Política
El gobierno le corresponde, como en todos los municipios de México, al Ayuntamiento, que es electo mediante voto universal, directo y secreto para un periodo de tres años no reelegibles para el periodo inmediato; y está conformado por el presidente municipal, un síndico y el cabildo, integrado por siete regidores, cuatro electo por mayoría y tres por el principio de representación proporcional; todos entran a ejercer su cargo el día 1 de septiembre del año siguiente a su elección.

### Subdivisión administrativa
El gobierno interior de los municipios corresponde a los jefes de tenencia y a los encargados del orden que son electos por pleibiscito para un periodo de tres años, en Tuzantla existen tres jefaturas de tenencia y 64 encargados del orden.

### Representación legislativa
Para la elección de diputados al Congreso de Michoacán y a la Cámara de Diputados, el municipio de Tuzantla se encuentra integrado en los siguientes distritos electorales:
Local:
- Distrito electoral local 18 de Michoacán con cabecera en la ciudad de Huetamo de Núñez.[15]

Federal:
- Distrito electoral federal 3 de Michoacán con cabecera en la ciudad de Zitácuaro.[16]